# Lenguas ticuna-yurí
Las lenguas ticuna-yurí forman una pequeña familia de lenguas, tal vez incluso un continuo dialectal, que consta de al menos dos, y tal vez tres, lenguas conocidas de América del Sur: la principal lengua amazónica occidental, el ticuna, la poco atestiguada y extinta yurí, y la escasamente conocida lengua de los en gran parte no contactados, el idioma carabayo. Kaufman (2007: 68) también añade munichi a esta familia. pero esa propouesta no ha sido investigada en profundidad, por lo que en general, ha sido ignorada.
Kaufman (1990, 1994) sostiene que la conexión entre ambas es convincente incluso con la limitada información disponible. Carvalho (2009) presentó pruebas "convincentes" a favor de la familia (Campbell 2012).

## Contacto lingüístico
Jolkesky (2016) señala que existen similitudes léxicas con las familias lingüísticas andoque-urequena, arawak, arutani, makú y tukanas debido al contacto.

### Comparación léxica
Los numerales en diferentes lenguas ticuna-yurí son:
| GLOSA | Ticuna[7]             | Ticuna[8]                     | Yurí[9]                                | Carabayo[10]     | PROTO- TIK.-YUR. | Munichi        |
| ----- | --------------------- | ----------------------------- | -------------------------------------- | ---------------- | ---------------- | -------------- |
| '1'   | /wíà/ [wiʔa]          | wü²³xi²                       | ghoméa S, comäa M, comëeh W            | abíki, adáu kani | *                | wë'sa'a        |
| '2'   | /tàré/ [taːɾɛ]        | ta⁴xre²                       | panga S, peiá M, paoó W                | chené wʉn jé     | *                | utspa          |
| '3'   | /tòbã́épɯ/ [tomãepɨ]   | to³ma¹xe̠⁵xpü̠⁵                 | umüea S, gojogóba M, keuyecopáh W      | chené wʉn bit    | *                | utsëmë         |
| '4'   | /ãgɯ́bãkɯ/ [ãŋgɯmãkɯ]  | ã³ɡü²mü⁵cü³                   | tariooma S, tărăaóba M, cominó púh W   | dáu nit          | *                | utspachë       |
| '5'   | /gúù-bẽ̀-pɯ/ [guːmɛ̃pɨ] | wü²³xi²me̠⁵xpü̠⁵                | ghomen-apa S, ticomenáueba M, wenori W |                  | *bẽ̀pɯ 'mano'     | saxwë          |
| '6'   |                       | nai¹xme̠⁵wa¹ rü⁵ wü²³xi²       | oragoanahó M, panino-púh W             |                  | *                |                |
| '7'   |                       | nai¹xme̠⁵wa¹ rü⁵ ta⁴xre²       | göjagabo oragaánace                    |                  | *                | utspachungka'a |
| '8'   |                       | nai¹xme̠⁵wa¹ rü⁵ to³ma¹xe̠⁵xpü̠⁵ | göjagabotäh                            |                  | *                |                |
| '9'   |                       | nai¹xme̠⁵wa¹ rü⁵ ã³ɡü²mü⁵cü³   | tarao-anobá                            |                  | *                |                |
| '10'  |                       | ɡu¹xme̠⁵pü̠⁵                    | painoopa S, paiana-obá M               |                  | *                |                |
Las abreviaciones S, M y W en los términos de yurí corresponden a las compilaciones de vocabulario:
- S: Spix (1831)
- M: Martius (1867)
- W: Wallace (1889)